# Стрілянина в Медведкові
55°53′15″ пн. ш. 37°38′21″ сх. д. / 55.8874° пн. ш. 37.6391° сх. д.
Стрілянина в Медведково — масове вбивство, яке сталося 7 листопада 2012 року. Тридцятирічний юрист Дмитро Виноградов (рос. Дмитрий Виноградов), який працював в аптечній компанії відкрив стрілянину в офісі фірми. В результаті атаки п'ять осіб (2 жінки та 3 чоловіки) загинули миттєво. Згодом, важко поранений Микита Стрельников (рос. Никита Стрельников) помер у лікарні. Одна дівчина отримала важкі поранення, але вижила.

## Стрілянина
Вранці, 7 листопада 2012 року Дмитро Виноградов одягнений в цивільний одяг прийшов до своїх колег. Після цього він переодягнувся в туалеті і взяв в обидві руки дві рушниці. Вийшовши в коридор він важко поранив двох людей. Потім він увійшов до офісу і відкрив стрілянину. П'ятеро людей отримали кулі в голову і загинули. Коли у стрільця закінчились набої, важко поранений Микита Стрельников повалив вбивцю на підлогу. Охорона, яка прибула на місце злочину затримала Дмитра і передала його поліції.

## Вбивця
Дмитро Виноградов народився у Москві в 1983 році. Здобув юридичну освіту. За словами матері, її син дуже сильно турбувався долею дикої природи, був активістом всесвітнього фонду дикої природи, брав участь у ліквідації наслідків аварії корабля в керченській протоці. За версією слідства він прийшов до висновку, що земля страждає від перенаселення й природа від цього гине. Усвідомивши це він вирішив скоротити населення і купив дві рушниці. За кілька годин до злочину він опублікував в інтернеті маніфест, в якому порівняв людство з раковою пухлиною землі і закликав знищувати "людський компост". У слідчому ізоляторі він зізнався у вбивстві двох рибаків у 2009. За його словами він зробив це, щоб врятувати спійману ними рибу. Адвокати намагалися довести його божевілля, але суд визнав його осудним. Через велику кількість жертв він був засуджений до довічного ув'язнення. Також суд засудив його сплатити штраф у розмірі 300 тисяч рублів (приблизно 10 тисяч доларів) за пропаганду екстремізму (маніфест) та 10 мільйонів рублів (приблизно 320 тис доларів) родичам жертв.

## Список жертв Дмитра Виноградова
- Лапшина Олена Володимирівна, 25 років.
- Плеханова Наталія Олександрівна, 25 років.
- Бірюк Олександр Володимирович, 42 роки.
- Третьяков Антон Іванович, 33 роки.
- Моїсеєв Денис Вячеславович, 33 роки.
- Микита Стрельников, 29 років